# Les bourreaux meurent aussi
Pour plus de détails, voir Fiche technique et Distribution.
Les bourreaux meurent aussi (Hangmen Also Die!) est un film américain réalisé par Fritz Lang, sorti en 1943, et basé sur un scénario de Bertolt Brecht, dont ce sera l'unique contribution au cinéma d'Hollywood. Une troisième célébrité ayant, comme Lang et Brecht, dû fuir l'Allemagne nazie, participe à l'élaboration du film, Hanns Eisler, qui compose la musique.
Le film se déroule à Prague dans les jours qui suivent l'assassinat du chef nazi Heydrich (l'opération Anthropoid). Sous forme de fiction, il met en scène l'enquête et les représailles de la Gestapo au milieu de la population pragoise et comment cette dernière tente d'y résister.

## Synopsis
Le 27 mai 1942, pendant l'occupation nazie de la Tchécoslovaquie, le chirurgien Franticek Svoboda assassine le Reichsprotektor Reinhard Heydrich dans les rues de Prague. Mais le chauffeur de la voiture dans laquelle il devait prendre la fuite est appréhendé, Svoboda fuit à pied, se cachant sous un porche, il voit une jeune femme indiquer volontairement aux Allemands une fausse direction, puis rentrer chez elle à deux pas. Ne sachant où s'abriter alors que l'heure du couvre-feu approche, Svoboda sonne chez la jeune femme (Macha) et sa famille l'accueille pour la nuit. Le lendemain, la Gestapo appréhende le père de Macha ainsi que des jeunes étudiants dans le but d'en faire des otages qui seront fusillés tous les jours tant que le meurtrier de Heydrich ne sera pas retrouvé. Parallèlement, le réseau de Résistance auquel appartient Svoboda est noyauté par un riche brasseur, Emil Czaka. Grâce à une série complexe d'événements et à la complicité active de nombreux Pragois, la Résistance parvient à faire croire que c'est Czaka qui a assassiné Heydrich, mais pas avant l'exécution par les nazis d'un grand nombre d'otages.

## Fait historique
Dans la réalité, Reinhard Heydrich fut tué par trois parachutistes tchécoslovaques parachutés par les Anglais. En réaction, les nazis massacrèrent la population du village de Lidice et celle de  Ležáky, et détruisirent les deux villages jusqu'à la dernière pierre.

## Fiche technique
- Titre original : Hangmen Also Die!
- Titres provisoires : Never Surrender, No Surrender, Trust the People
- Titre français : Les bourreaux meurent aussi
- Réalisation : Fritz Lang
- Scénario : John Wexley, d'après une histoire originale de Bertolt Brecht et Fritz Lang
- Direction artistique : William S. Darling
- Décors de plateau : Julia Heron
- Photographie : James Wong Howe
- Son : Fred Lau et Jack Whitney
- Montage : Gene Fowler Jr.
- Musique : Hanns Eisler
- Production : Fritz Lang et Arnold Pressburger pour Arnold Pressburger Films
- Société(s) de distribution :  United Artists,  Les Films Roger Richebé
- Pays d’origine :  États-Unis
- Langue : anglais et allemand
- Format : noir et blanc - 35 mm - 1,37:1 - Son mono
- Genre : drame
- Durée : 134 minutes
- Dates de sortie :
  -  États-Unis : 23 mars 1943 (New York) / 15 avril 1943 (nationale)
  -  France : 27 août 1947
- Affiche : Claire Finel (France)

## Distribution
- Brian Donlevy (VF : Marcel Raine) : le Dr Franticek Svoboda alias Karel Vanek
- Walter Brennan (VF : Jacques Ferréol) : le professeur Stephen Novotny
- Anna Lee (VF : Jacqueline Rambauville) : Masha Novotny
- Nana Bryant (VF : Héléna Manson) : Mme Hellie Novotny
- Margaret Wycherly : Ludmilla Novotny
- Dennis O'Keefe (VF : Lucien Bryonne) : Jan Horak
- Gene Lockhart (VF : Jean Lemarguy) : Emil Czaka
- Tonio Selwart (VF : Howard Vernon) : le chef de la Gestapo Kurt Haas
- Alexander Granach : l'inspecteur de la Gestapo Alois Gruber
- Reinhold Schünzel (VF : Léo Huth) : l'inspecteur de la Gestapo Ritter
- H. H v. Twardowski : Reinhard Heydrich
- Ludwig Donath : Schirmer
- Arno Frey : le lieutenant de camp
- Sarah Padden : Mme Georgia Dvorak
- George Irving : Neeval, un otage
- William Farnum : Viktorin, le patriote
- Byron Foulger : Bartos
- Arthur Loft : le général Votruba
- Edmund MacDonald : Dr Pillar
- Lionel Stander : Banya, le chauffeur de taxi

Acteurs non crédités
- Steve Clemente : le chirurgien lanceur de couteaux
- Edward Earle : un professeur
- Fern Emmett : une paysanne
- William Haade : Mildrad
- Kurt Kreuger : un officier de la Gestapo
- Hope Landin : une patriote
- Merrill McCormick : un chauffeur de taxi
- Philip Merivale : un policier
- Charles Middleton : un patriote
- Lucien Prival : un policier
- Philip Van Zandt : un officier
- Emmett Vogan : l'otage aux lunettes

## Autour du film
- Le héros du film a pour nom Svoboda qui signifie "liberté" en tchèque et dans de nombreuses langues slaves.
- Il s'agit de l'unique collaboration hollywoodienne de Bertolt Brecht.
- La musique de Hanns Eisler, collaborateur habituel de Brecht, fut sélectionnée aux Oscars de 1944 dans la catégorie Meilleure partition d'un film dramatique ou d'une comédie.
- Selon Lotte H. Eisner, ce film scella la fin de l’amitié qui unissait Fritz Lang à Bertolt Brecht. Un certain John Wexley (victime de la chasse aux sorcières à Hollywood quelques années plus tard) obtint la paternité d’un scénario qui fut sans doute avant tout le travail de Brecht et, dans une moindre mesure, de Lang[1].

### Autres films inspirés par l'opération Anthropoid
- Hitler's Madman de Douglas Sirk, 1943
- Commando à Prague (Atentát), un film tchécoslovaque de Jiří Sequens, 1964
- Sept Hommes à l'aube (Operation Daybreak) de Lewis Gilbert, 1975
- Lidice de Petr Nikolaev, 2011
- Opération Anthropoïde : éliminer le SS Heydrich, un documentaire de Jarmila Buzková, 2013